# Cheerleader Melissa
Melissa Marie Anderson (Los Angeles, 17 de Agosto de 1982) é uma lutadora de wrestling profissional norte-americana mais conhecida pelo ring name Cheerleader Melissa. Trabalhou na Total Nonstop Action Wrestling como manager de Awesome Kong com o nome de Raisha Saeed.

## Carreira no Wrestling
- All Pro Wrestling (2004)
- ARSION
- Shimmer Women Athletes
- WWE (2006)
- Circuito Independente

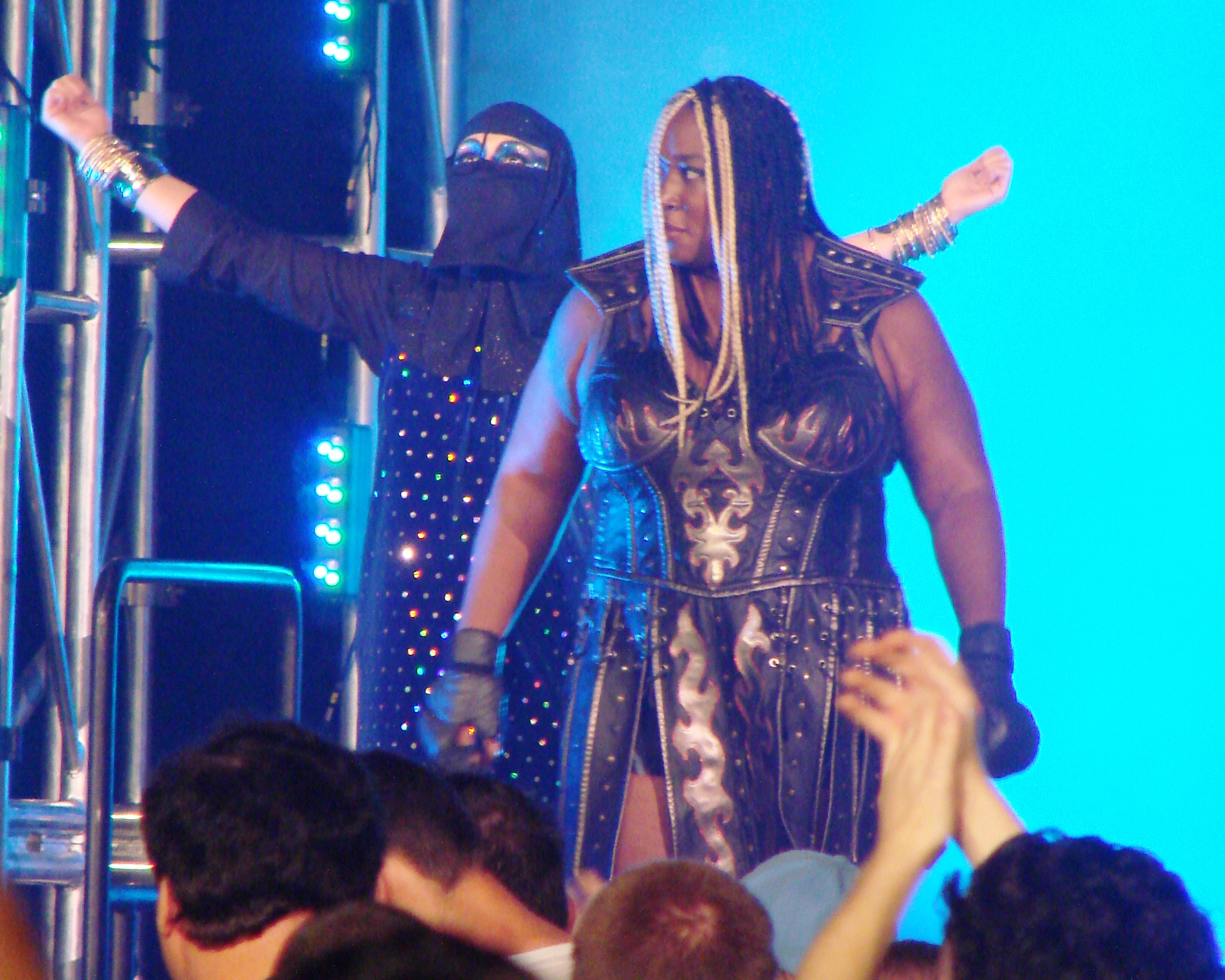
Melissa como Raisha Saeed junto de Awesome Kong na TNA

- Total Nonstop Action Wrestling (2008-2009)

## Campeonatos e prêmios
- All Pro Wrestling
  - Future Legend Award (2004)
- Cauliflower Alley Club
  - Future Legend Award[1] (2004)
- ChickFight
  - ChickFight 5 vencedora
  - ChickFight 7 vencedora

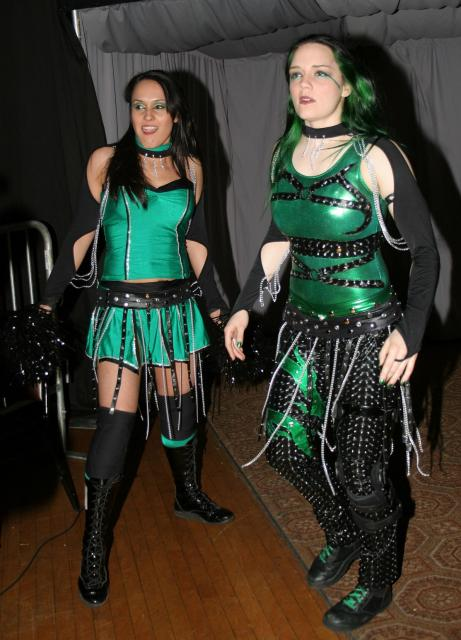
MelisChif (MsChif e Cheerleader Melissa)

  - ChickFight Transatlantic Women's Championship (1 vez) (Primeira)
- Pure Wrestling Association
  - PWA Elite Women's Championship (1 vez)
- Shimmer Women Athletes
  - Shimmer Championship (2 Vezes,Atual)